# Jahrtausendhochwasser
Als Jahrtausendhochwasser werden Hochwasserereignisse von Flüssen bezeichnet, deren Pegelhöhe bzw. Abflussmenge in 1000 Jahren nur einmal erreicht oder überschritten werden. Die Häufigkeit kann sich infolge langfristiger Trends wie die globale Erwärmung verändern.
Als ein solches Ereignis in Mitteleuropa gilt das das Magdalenenhochwasser im Juli 1342 mit Auswirkungen unter anderem am Main und am Rhein. Das Hochwasser an Aare und Rhein von 1480 wird zuweilen als Jahrtausendhochwasser bezeichnet. Als größtes bekanntes Hochwasser der Oder gilt das Oderhochwasser 1997 im Juli/August 1997. Als Jahrtausendhochwasser der Mosel wird das Moselhochwasser 1784 vom Februar 1784 bezeichnet.
Beim Hochwasser in Mitteleuropa im September 2024 wurde ein tausendjährlicher Wert für die Wien festgestellt.